# Damian Hunt
Damian Hunt ist ein britischer Schauspieler und Synchronsprecher.

## Leben
Er debütierte 1990 im Fernsehfilm Es ist nicht alles Gold, was glänzt als Schauspieler. Es folgten Episodenrollen in Josie, Paul Merton: The Series, Hard Times, Inspektor Wexford ermittelt, Absolutely Fabulous, My Hero, The Bill, New Tricks – Die Krimispezialisten und Waking the Dead – Im Auftrag der Toten. Seine größte Filmrolle übernahm er 2005 im Katastrophenfilm Erdbeben – Wenn die Erde sich öffnet....
1995 lieh er dem Charakter Tom im Zeichentrickfilm Die Schneekönigin seine Stimme.

## Filmografie

### Schauspiel
- 1990: Es ist nicht alles Gold, was glänzt (Not a Penny More, Not a Penny Less) (Fernsehfilm)
- 1991: Josie (Fernsehserie, Episode 1x05)
- 1992: Unbeschreiblich weiblich (Just Like a Woman)
- 1993: Paul Merton: The Series (Fernsehserie, Episode 2x06)
- 1994: Hard Times (Fernsehserie, 2 Episoden)
- 1994: Inspektor Wexford ermittelt (Ruth Rendell Mysteries) (Fernsehserie, Episode 8x01)
- 1995: Absolutely Fabulous (Fernsehserie, Episode 3x03)
- 2003: My Hero (Fernsehserie, Episode 4x07)
- 2003: The Bill (Fernsehserie, Episode 19x97)
- 2005: Erdbeben – Wenn die Erde sich öffnet... (Nature Unleashed: Earthquake)
- 2006: New Tricks – Die Krimispezialisten (New Tricks) (Fernsehserie, Episode 3x02)
- 2007: Waking the Dead – Im Auftrag der Toten (Waking the Dead) (Fernsehserie, 2 Episoden)

### Synchronisationen
- 1995: Die Schneekönigin (The Snow Queen) (Zeichentrickfilm)